# Мальцев Костянтин Олександрович
Костянтин Олександрович Мальцев (27 липня 1888, місто Усольє Пермської губернії, тепер Пермського краю, Російська Федерація — розстріляний 28 липня 1941, місто Москва, Російська Федерація) — радянський державний діяч, журналіст, відповідальний секретар Тульського губернського комітету РКП(б), голова Всесоюзного радіокомітету при РНК СРСР. Член Комісії радянського контролю при РНК СРСР у 1934—1939 роках.

## Біографія
Народився в родині лісового об'їзника. У 1906 році закінчив шість класів реального училища міста Троїцькосавська Забайкальської області.
Член РСДРП з грудня 1905 року.
З лютого 1906 по березень 1907 року — на підпільній партійній роботі в Троїцькосавську та Верхньоудинську.
З березня 1907 по вересень 1908 року перебував у в'язниці міста Верхньоудинська за революційну діяльність. З вересня 1908 по березень 1917 року — на засланні в селах Бодайбо, Мача, Нохтуйськ Олекмінського округу Якутської області.
У березні — червні 1917 року — голова виконавчого комітету Мачинської волосної ради Якутської області; голова Бодайбинського комітету РСДРП(б).
У червні 1917 — серпні 1918 року — голова Лєнсько-Вітимського окружного комітету РСДРП(б) (РКП(б)) у селі Бодайбо.
З серпня 1918 по вересень 1919 року — у в'язниці міста Іркутська.
У вересні 1919 — лютому 1920 року — політичний керівник партизанського загону, військовий комісар 1-го комуністичного полку в Усольї Пермської губернії.
У лютому 1920 — лютому 1922 року — завідувач сільського відділу, завідувач організаційного відділу Іркутського губернського комітету РКП(б); відповідальний секретар Черемховського районного комітету РКП(б).
У лютому 1922 — червні 1923 року — завідувач відділу агітації і пропаганди Владимирського губернського комітету РКП(б).
У червні 1923 — липні 1924 року — завідувач відділу агітації і пропаганди Тульського губернського комітету РКП(б). Одночасно в травні — червні 1924 року — відповідальний секретар Тульського губернського комітету РКП(б).
У липні 1924 — липні 1927 року — заступник завідувача агітаційно-пропагандистського відділу ЦК РКП(б) (ВКП(б)).
У липні 1927 — липні 1928 року — редактор «Рабочей газеты» та журналу «Мурзилка».
26 серпня 1929 — 5 січня 1930 року — завідувач інформаційного відділу ЦК ВКП(б).
З січня 1930 року — завідувач партійного відділу, член редакційної колегії газети «Правда».
До липня 1931 року — ректор Комуністичного університету імені Свердлова.
У липні 1931 — січні 1934 року — заступник народного комісара освіти Російської РФСР.
У лютому 1934 — листопаді 1935 року — уповноважений Комісії радянського контролю при РНК СРСР по Дніпропетровській області.
У листопаді 1935 — жовтні 1936 року — уповноважений Комісії радянського контролю при РНК СРСР по Далекосхідному краю.
У жовтні 1936 — листопаді 1939 року — голова Всесоюзного радіокомітету при РНК СРСР.
14 листопада 1939 року заарештований органами НКВС. Засуджений Воєнною колегією Верховного суду СРСР 8 липня 1941 року до страти, розстріляний 28 липня 1941 року. Похований на полігоні «Комунарка» біля Москви.
7 березня 1956 року реабілітований, 5 травня 1956 року посмертно відновлений у партії.